# Pegaso Z-501
El Pegaso Z-501 es un modelo de trolebús fabricado en España por la compañía ENASA, y vendido bajo su marca Pegaso. Su fabricación comenzó en el año 1951.
La plataforma de este vehículo está tomada del camión Z-203, con un carrozado diferente, apto para el transporte público. Estos carrozados podían ser fabricados por Carde y Escoriaza o por MACOSA, y medían 10,5 metros de longitud, 2,5 metros de anchura y superaban los 3 metros de altura.

## Uso
El Z-501 tuvo unidades en funcionamiento en diferentes sistemas de trolebús en España:
- Bilbao
- Cádiz
- Castellón
- La Coruña
- Madrid
- Mieres
- Santander
- Zaragoza

## Datos técnicos
El funcionamiento del motor del Z-501 lo realizaba el conductor a través de un pedal, el cual accionaba un panel de contactores que permitía un total de quince potencias de avance y trece potencias de frenado.
| [ 1 ]                  |          |
| ---------------------- | -------- |
| Tensión                | 24 V     |
| Potencia               | 125 cv   |
| Velocidad máxima       | 65 km/h  |
| Peso en vacío          | 9300 kg  |
| Carga útil             | 5300 kg  |
| Peso máximo autorizado | 14600 kg |
| Pasajeros de pie       | 59       |
| Pasajeros sentados     | 23       |

## En los medios
En el documental España, País de Automoción, se puede ver una unidad carrozada por MACOSA.